# Museu d'Art Modern i Contemporani de Lleida

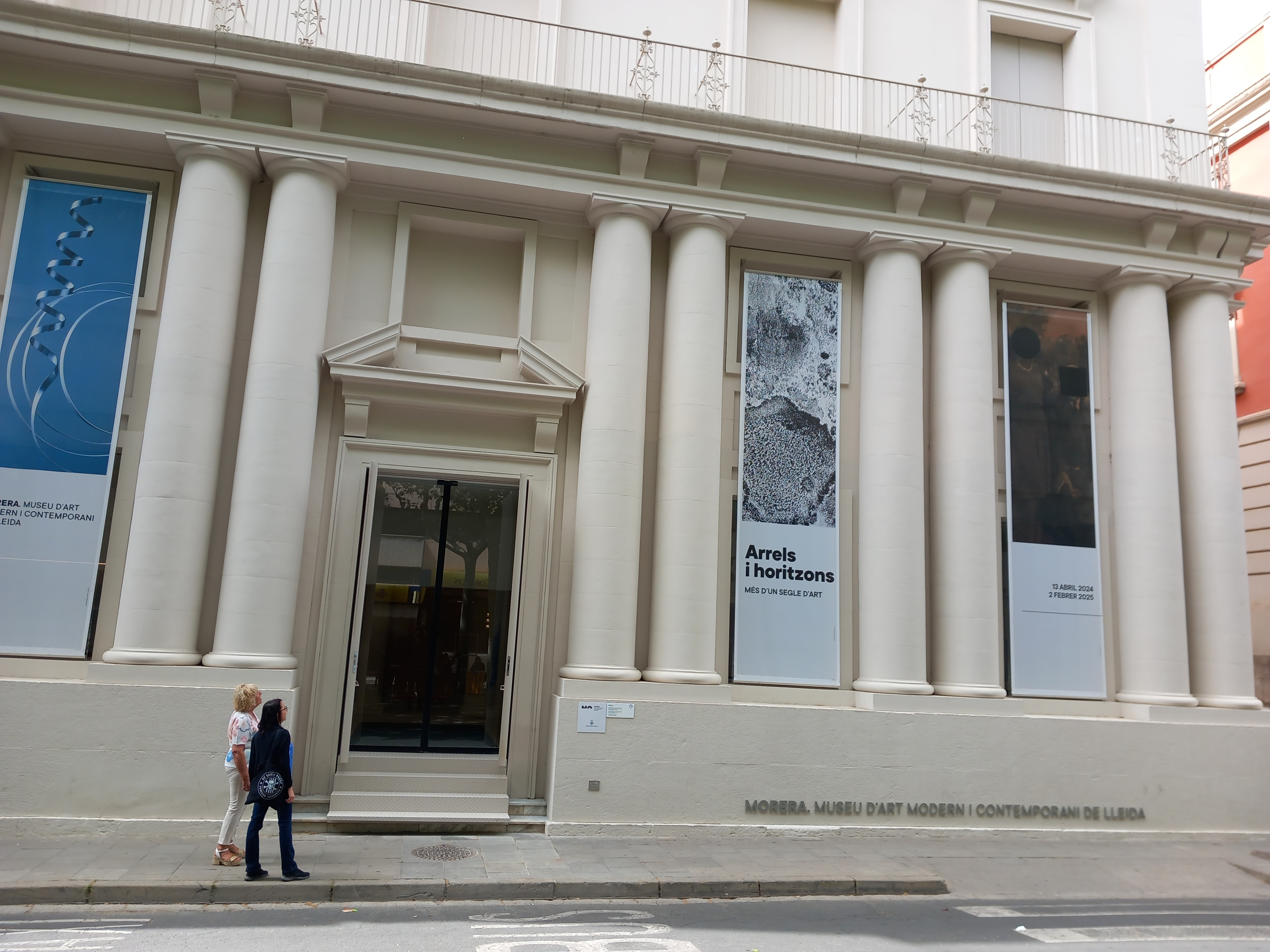

Het Museu d'Art Modern i Contemporani de Lleida of MORERA is een kunstmuseum in het Spaanse Lleida. Het museum werd gesticht in 1914 en is gewijd aan moderne kunst. De collectie bestaat uit schilder- en beeldhouwkunst, tekeningen, grafisch design, architectuur,... Er zijn werken te zien van onder anderen Mariano Fortuny, Francisco Pradilla, Gonzalo Bilbao, Cecilio Pla.